# Ines Vercesi
Ines Vercesi (n. 5 ianuarie 1916, Pavia, Lombardia, Regatul Italiei – d. 24 aprilie 1997, Sestri Levante, Liguria, Italia) a fost o gimnastă artistică ce a reprezentat Italia, medaliată olimpică. A participat la o ediție a Jocurilor Olimpice (1928) în care a câștigat o medalie de argint.

## Participări
Lista de mai jos prezintă principalele competiții la care a participat Ines Vercesi de-a lungul carierei.
- gymnastics at the 1928 Summer Olympics – women's team[*]